# Wu Qingyuan Cup
La Coppa Wu Qingyuan – Campionato mondiale di go femminile (cinese: “吴清源杯” 世界女子围棋赛) è una competizione internazionale di Go riservata a giocatrici professioniste e dilettanti. La competizione è intitolata al goista cinese Wu Qingyuan, meglio noto col nome giapponese Go Seigen, ed è organizzata dall'Associazione cinese di go e dalla municipalità di Fuzhou, zona di origine di Go Seigen.

## Formato
Le 24 partecipanti sono selezionate dalle federazioni cinese, coreana, giapponese, taiwanese, nordamericana e europea; tra queste, 16 si scontrano al primo turno, mentre le otto teste di serie entrano in competizione dal secondo turno. Dopo il terzo turno e la semifinale, la finale si disputa al meglio dei tre incontri. Le partite si disputano con le regole cinesi e un komi di 7,5 punti; ciascuna giocatrice ha due ore di tempo principale, seguite da cinque byoyomi di 60 secondi.
La vincitrice riceve 500,000 RMB, la finalista 200,000 RMB.
Le prime due edizioni si sono svolte a Fuzhou, la terza ha visto i primi tre turni disputarsi online (causa pandemia), con semifinali e finali disputate a Fuzhou. Nella quarta e quinta edizione tutti i tuni si sono tenuti online, mentre nella sesta si è tornati alla formula con primi tre turni online e semifinali e finali a Fuzhou.

## Risultati
La vincitrice della prima edizione della Wu Qingyuan è stata Kim Chae-yeong, che ha sconfitto Choi Jeong, due volte campionessa del mondo femminile, con un netto 2-0. Il record di Kim nei testa a testa contro Choi era di 0-11 prima dell'incontro.
Choi Jeong ha vinto la seconda edizione della Coppa Wu Qingyuan; per lei si è trattato del quinto titolo internazionale femminile, dopo le quattro precedenti vittorie nella Coppa Bingsheng. Il torneo è stato accompagnato anche da un evento collaterale che ha visto protagoniste la decenne Nakamura Sumire 1p e la tredicenne Wu Yiming 2p; Wu ha vinto 2-0, guadagnandosi un posto nella 3ª edizione della Coppa.
Nella 3ª edizione della Coppa Wu Qingyuan, tutte e quattro le semifinaliste erano giocatrici cinesi. La vincitrice è stata la diciottenne Zhou Hongyu.
Il 4 dicembre 2021, Choi Jeong ha sconfitto Yu Zhiying e ha vinto la quarta edizione della Coppa Wu Qingyuan.
Nella quinta edizione, la sudcoreana O Yu-jin ha sconfitto in semifinale la connazionale Choi Jeong e ha poi vinto il titolo contro la cinese Wang Chenxing.
Nel 2023, Choi Jeong ha vinto il torneo per la terza volta. La seconda classificata è stata la giapponese Fujisawa Rina, alla sua prima apparizione come finalista in una competizione internazionale. Nel 2024 la giapponese Asami Ueno ha ottenuto la sua seconda vittoria in una competizione internazionale femminile sconfiggendo la cinese Tang Jiawen.

## Albo d'oro
| Edizione | Anno | Vincitrice     | Punteggio | Finalista     |
| -------- | ---- | -------------- | --------- | ------------- |
| 1        | 2018 | Kim Chae-yeong | 2–0       | Choi Jeong    |
| 2        | 2019 | Choi Jeong     | 2–0       | Wang Chenxing |
| 3        | 2020 | Zhou Hongyu    | 2–1       | Yu Zhiying    |
| 4        | 2021 | Choi Jeong     | 2–0       | Yu Zhiying    |
| 5        | 2022 | O Yu-jin       | 2–0       | Wang Chenxing |
| 6        | 2023 | Choi Jeong     | 2–0       | Fujisawa Rina |
| 7        | 2024 | Ueno Asami     | 2–1       | Tang Jiawen   |